# 岩藤町
岩藤町（いわふじちょう）は、愛知県日進市の町名。14の小字が設置されている。

## 地理
日進市中央北部に位置し、東から南は藤島町、西は岩崎町、北は北新町・長久手市岩作三ケ峯に接する。町域は南北2か所に分かれており、間に五色園（町名）を挟む形になっている。

### 河川
- 岩崎川
- 大清水川

### 池沼
- 岩藤新池

### 小字
- 一ノ井（いちのい）
- 一ノ廻間（いちのはざま）
- 上原（うわばら）
- 大清水（おおしみず）
- 長田（おさだ）
- 黒砂雲（くろすくも）
- 三番割（さんばんわり）
- 下原（したばら）
- 所寒（とこさむ）
- 夏焼（なつやけ）
- 七ツ塚（ななつづか）
- 平子（ひらこ）
- 法然寺（ほうねんじ）
- 陸見（りくみ）

## 世帯数と人口
2022年（令和4年）11月1日現在の世帯数と人口は以下の通りである。
| 町丁   | 世帯数  | 人口  |
| ------ | ------- | ----- |
| 岩藤町 | 433世帯 | 986人 |

## 学区
市立小・中学校に通う場合、学区は以下の通りとなる。また、公立高等学校に通う場合の学区は以下の通りとなる。
| 字・番地等                                                                            | 小学校               | 中学校               | 高等学校普通科 |
| ------------------------------------------------------------------------------------- | -------------------- | -------------------- | -------------- |
| 法然寺・陸見・平子・下原・三番割・黒砂雲・上原・所寒の全域 七ツ塚・長田・夏焼の各一部 | 日進市立北小学校     | 日進市立日進中学校   | 尾張学区       |
| 一ノ井・大清水・一ノ廻間の全域 七ツ塚・長田・夏焼の各一部                             | 日進市立相野山小学校 | 日進市立日進東中学校 | 尾張学区       |

## 歴史
愛知郡岩藤新田村を前身とする。江戸期は岩崎村の一部で、正式に分立する以前から岩崎村の枝郷として扱われていたとみられる。

### 町名の由来
岩崎村の「岩」と隣村藤島村の「藤」による。その由来について、『尾張徇行記』には「藤島ノ者岩崎ヘ出ヤシキタル故カク唱フト也」とあるが、実際には岩崎と藤島の間の土地を開墾したためというのが正しいとみられる。

### 沿革
- 1871年（明治4年） - 愛知郡岩崎村の一部より、岩藤新田村として分立[7]。
- 1889年（明治22年）10月1日 - 町村制施行・合併に伴い、愛知郡岩崎村大字岩藤新田となる[7]。
- 1906年（明治39年）5月10日 - 合併に伴い、日進村大字岩藤新田となる[7]。
- 1958年（昭和33年）1月1日 - 町制施行に伴い、日進町大字岩藤新田となる[7]。
- 1990年（平成2年）9月1日 - 一部が五色園となる[8]。
- 1994年（平成6年）10月1日 - 市制施行に伴い、日進市岩藤町に改称[9][10]。

## 施設
- 五色園（宗教公園）
  - 五色山大安寺
- 日進市総合運動公園（藤島町にまたがる）
- スギ薬局日進岩藤店
- 岩藤公民館
- 神明社

## 交通
- 愛知県道217号岩藤名古屋線
- 愛知県道233号岩作諸輪線

## その他

### 日本郵便
- 郵便番号 : 470-0104[2]（集配局：日進郵便局[11]）。